# Église Saint-Michel de Trannes
L'église Saint-Michel est une église située à Trannes, en France.

## Description
Elle est à deux nefs terminée par un sanctuaire carré et daté du XIIe siècle. Le portail occidental est plus tardif et une tour carré porte les cloches et a de fins chapiteaux à feuillages. Elle possède une dalle funéraire de Jean Comparot, marchand troyen mort en 1551 celle de Jean Jardin, Charlette Chrestault et sa fille Suzanne. Un tableau de saint Michel terrassant le dragon, fait part J. Martin de Troyes en 1832.

## Localisation
L'église est située sur la commune de Trannes, dans le département français de l'Aube.

## Historique
L'église était le siège d'une paroisse du doyenné de Brienne et elle avait Jessains comme succursale. La collation était à la présentation de l'abbé de l'abbaye Saint-Michel de Tonnerre. 
L'édifice est inscrit au titre des monuments historiques en 1937.